# Миджи
Миджи, также дамаи — народ на северо-востоке Индии. Проживает главным образом в округах Западный Каменг и Восточный Каменг индийского штата Аруначал-Прадеш. По данным на 2001 год численность этноса составляет около 6500 человек.
Язык народа относится к тибето-бирманской семье. Традиционная религия представляет собой анимистические верования, в наши дни часть миджи исповедует христианство. Вследствие длительного контакта с соседними народами, культура миджи прослеживает некоторые элементы буддизма. Уровень грамотности народа составляет около 40 %.